# Ennio De Giorgi
Ennio De Giorgi (n. 8 februarie 1928, Lecce, Apulia, Italia – d. 25 octombrie 1996, Pisa, Toscana, Italia) a fost un matematician italian care a adus contribuții importante la teoria ecuațiilor cu derivate parțiale și la fundamentele matematicii.
În geometria diferențială, De Giorgi a rezolvat problema lui Bernstein pentru suprafețele minimale. A rezolvat a 19-a problemă a lui Hilbert referitoare la regularitatea soluțiilor ecuațiilor cu derivate parțiale eliptice.
S-a păstrat un număr de citate și aforisme ale sale, printre care:
- „Dacă nu îți poți demonstra teorema, mută treptat părți din concluzie la ipoteze, până când reușești.”[11]
- „La început și la sfârșit avem misterul. Am putea zice că avem proiectul lui Dumnezeu. Matematica ne apropie de acest mister, fără a-l pătrunde.”[12]